# Векуа, Абесалом Капитонович
Абесалом Капитонович Векуа (груз. აბესალომ ვეკუა; 1 ноября 1925, Поти, Грузинская ССР — 19 февраля 2014, Тбилиси) — советский и грузинский геолог и палеонтолог, доктор геолого-минералогических наук (1969), профессор (1970), академик АН Грузии (2001). Лауреат Государственной премии Грузии в области науки и техники (2004). Почётный гражданин города Поти (2003).

## Биография
Родился 1 ноября 1925 года в Поти.
С 1951 по 1956 год обучался на географо-геологическом факультете Тбилисского государственного университета.
С 1956 года на научно-исследовательской работе в Институте палеобиологии АН Грузинской ССР в качестве аспиранта, младшего и старшего научного сотрудника, с 1979 года — заместитель директора этого института и одновременно заведующий научного отдела позвоночных.
С 1988 по 2014 год — директор Института палеобиологии и главный научный сотрудник Грузинского национального музея. Помимо основной деятельности с 1995 по 2014 год являлся — президентом грузинского триологического общества.

### Научно-педагогическая деятельность и вклад в науку
Основная научно-педагогическая деятельность А. К. Векуа была связана с вопросами в области геологии и палеонтологии, в том числе занимался изучением животного мира Грузии и Кавказа. Научные работы А. К. Векуа публиковались в России, Германии, Италии, Франции, Англии, Испании и США, его научные публикации входили в число самых рейтинговых и самых высокооплачиваемых мировых научных журналов в том числе таких как Science и Nature.
В 1961 году защитил кандидатскую диссертацию по теме: «Ахалкалакская нижнеплейстоценовая фауна млекопитающих», в 1969 году защитил докторскую диссертацию на соискание учёной степени доктор геолого-минералогических наук по теме: «Квабебская фауна акчагыльских позвоночных». В 1970 году ВАК СССР ему было присвоено учёное звание профессор. В 2001 году был избран действительным членом АН Грузии. А. К. Векуа было написано более двести двадцать девять научных работ, в том числе десяти монографий.

## Основные труды
- Ахалкалакская нижнеплейстоценовая фауна млекопитающих. — Тбилиси, 1960. — 323 с.
- Квабебская фауна акчагыльских позвоночных. — Тбилиси, 1969. — 678 с.
- Квабебская фауна акчагыльских позвоночных. — Москва : Наука, 1972. — 352 с.
- Палеобиологическая история позднекайнозойских быков Кавказа / Н. И. Бурчак-Абрамович, А. К. Векуа. — Тбилиси : Мецниереба, 1980. — 93 с.
- Антропогеновые лошади Грузии / Л. К. Габуния, А. К. Векуа; АН ГССР, Ин-т палеобиологии им. Л. Ш. Давиташвили. — Тбилиси : Мецниереба, 1989. — 140 с. ISBN 5-520-00330-0[5]

## Награды, звания и премии
- Орден Чести (Грузия)
- Государственная премия Грузии в области науки и техники (2004 — за цикл работ «Деньги, место человека среди ранних гоминидов, его материальная культура и природная среда»)
- Почётный гражданин города Поти (2003)[4][3]